# Alfred Nakache
Alfred Nakache (Constantine (Kaszentína), Algéria, 1915. november 18. – Cerbère, Pyrénées-Orientales, Franciaország, 1983. augusztus 4.) francia zsidó úszó volt. Tizenháromszor volt Franciaország bajnoka, egyszer európai ezüstérmes, valamint két világrekordot döntött meg, egyet egyéni versenyben és egyet csapatával váltóban. Franciaország német megszállása idejében az auschwitzi koncentrációs táborba deportálták családjával együtt. Feleségét és kislányát megölték, de ő túlélte és újból versenyképes úszó lett.

## Élete

### 1940-ig
Alfred Nakache egy constantine-i (kaszentínai) hagyományőrző szefárd zsidó család legkisebb (tizenegyedik) gyereke volt. Akkoriban Algéria Franciaországhoz tartozott. Tíz éves korában tanult meg úszni, bár félt a víztől, de legyőzte félelmét. 1931-ben megnyerte Constantine-ban a Karácsonyi kupát és ezzel a Jeunesse Nautique Constantinoise (Constantine-i Vízi Sportokat űző Fiatalok) nevű klub tagja lett. Helyi versenyeken kezdett részt venni. Eleinte nem figyelt eleget a szabályok betartására. Egy észak-afrikai bajnokságról kizárták, mert kiúszott a sávjából. Úszóképességei gyorsan fejlődtek. 1933-ban elkezdett Franciaország bajnokságain versenyezni és Párizsba költözött.
Az 1934-es országos bajnokságon második helyen végzett 100 m gyorsúszásban, és a nemzeti ifjúsági válogatott tagja lett, amely a megfelelő holland csapattal mérkőzött meg. Nem vehetett részt a következő Európa-bajnokságon, mert ehhez vagy a tulajdonképpeni Franciaországban kellett volna születnie, vagy egy ottani klub tagjának lennie. Mégis részt vehetett a vízi sportok Tour de France-jában. Ugyanabban az évben a Racing Club de France-ba vették be, és beiratkozott a párizsi Janson de Sailly gimnáziumba.
Pályája igazán 1935-ben kezdett felfelé ívelni a francia bajnokságon, amikor aranyérmes lett 100 m gyorsúszásban. Ugyanabban az évben részt vett a Tel Avivban megtartott Maccabi Játékokon, ahol ezüstérmet szerzett a 100 méteres gyorsúszásban. Kezdett népszerű lenni, de ugyanakkor támadások kezdték érni az antiszemita Gringoire hetilapban.
Részt vett az 1936. évi nyári olimpiai játékok-ra való előkészítő versenyeken, és Berlinben csapata a német csapat előtt negyedik lett a 4 × 200 méteres gyorsváltóban.
1937-ben kilépett a Racing Club de France-ból, állítólag antiszemita sértések miatt és a Club Nautique Parisienbe (Párizsi Vízi sport-klubba) ment át. Ugyanabban az évben teljesítette a katonai szolgálatát a párizsi 117-es légi támaszponton, és meg is házasodott Paule Elbaze-zal, aki ugyancsak zsidó volt és úszó. Mindketten két évig a Testnevelési Pedagógusképző Iskolában folytattak tanulmányokat és 1939-ben fejezték be.
Csapata ezüstérmes lett a 4 × 200 méteres gyorsváltóban az 1938-as úszó-Európa-bajnokságon.
Amikor 1939 szeptemberében elkezdődött az ún. „furcsa háború”, Nakache-t Algériában mozgósították, és a hadseregben maradt az 1940. június 22-ei tűzszünetig, azaz Franciaország legyőzéséig. Szerencsére nem esett fogságba, és leszerelték.

### A német megszállás idejében
Nakache-tól és családjától, akárcsak a többi algériai zsidótól a Vichy-kormány megvonta a francia állampolgárságot. A házaspár Franciaország egyelőre úgymond „szabad” övezetébe költözött, Toulouse-ba. Nakache egy nagyobb klub úszó tagozatába, a Dauphins du TOEC (Tolouse-i Alkalmazottak Olimpiai Klubjának Delfinjei) nevű csoportba került. 1941-ben kislánya született, Annie.
Bár antiszemita törvények voltak hatályban, Nakache-nak még megengedték hogy versenyezzen. 1940 és 1943 között többször lett Franciaország bajnoka és 1941-ben világrekordot is döntött 200 méteres mellúszásban.
Teljesítményei ellenére egyre élénkebben támadta őt a kollaboráns sajtó. Végül már nem engedték meg, hogy részt vegyen az 1943-a francia bajnokságon. Klubbeli társainak egy része, de még egy lyoni ellenfele is szolidaritást vállaltak vele és bojkottálták a bajnokságot. Ugyanakkor ő és felesége már nem taníthatott közalkalmazottként. Saját sporttermet nyitottak. Nakache kapcsolatba lépett zsidó földalatti szervezetekkel, például a Zsidó Hadsereg cionista szervezettel. A házaspár termében főleg ennek tagjai fizikai felkészítéséhez járult hozzá.
Akkoriban már egész Franciaországot megszállták a német csapatok. Nakache-t letartóztatta a Gestapo 1943. november 20-án feljelentés alapján, majd a Drancy gyűjtőtáborba vitték. Innen a család mindhárom tagját Auschwitzba hurcolták 1944. január 20-án. Odaérésükkor azonnal elválasztották Nakache-t feleségétől és kislányától. Soha nem látta őket viszont.

#### Auschwitzban
Nakache a táborkomplexum Auschwitz III-Monowitz táborába került. Mivel elég ismert személyiség volt, felismerte egy SS-tiszt, aki révén a 172763 számú fogoly viszonylag kedvező helyzetbe került a tábor betegszobájában. Ez és különleges testi adottságai megmentették az életét. Amennyire tudott, segített a betegeken is élelmet lopva nekik. Ő sem kerülhette el a rossz bánásmódot és a megaláztatásokat. Például egyszer arra kényszerítették, hogy ugorjon a tűzoltásra tartott vízzel teli medencébe és vegyen ki onnan a szájával egy beledobott tőrt. Engedetlenségi megnyilvánulásként néhány társával többször úsztak a medencében életüket kockáztatva, ha rajtakapják őket.
Amikor 1945 januárjában a Vöröshadsereg Auschwitzhoz közeledett, a foglyok többségét halálmenetekben evakuálták. Nagyon sok fogoly meghalt ezekben, de Nakache kibírta. A buchenwaldi koncentrációs táborba került, melyet április 11-én felszabadított egy amerikai egység. Nakache még rövid időre ottmaradt egy nagyon legyengült volt foglyoknak felállított tábori kórház főnökeként.

### Szabadulása után
A felszabadított Franciaországban sajtótermékek Nakache halálhírét közölték. Toulouse-ban a város elöljárósága mártírnak járó tiszteletből Nakache nevét adta egy fedett uszodának.
Nakache visszatért az országba és 1945. április 28-án egy párizsi kórházban feküdt. Interjúban elmondta, hogy 61 kilósan szabadult, miután deportálása előtt 85 kilós volt, és csak akaraterejének köszönhetően maradt életben. Tudta, hogy a gyerekeket és anyjukat azonnal megölték Auschwitzba odaérésük után, de nem tudott semmi pontosat felesége és gyermeke sorsáról, ezért volt még egy halvány reménye.
Nakache visszatért Toulouse-ba és az egyetem Jogtudományi Karán lett újra testnevelő pedagógus. Néhány hét alatt visszanyerte normális testi állapotát és újra elkezdett edzeni. 1946-ban csapata megdöntötte a 3 × 100 méteres vegyesváltó világrekordját. Bekerült a londoni 1948. évi nyári olimpiai játékokon részt vevő francia csapatba és a 200 méteres pillangóúszás negyeddöntőjéig jutott el. A francia vízipóló-csapatban is játszott ezen az olimpián.
Felesége és kislánya halálának tényét 1946-ban erősítették meg, és 1948-ban Nakache feleségül vette a Sète-ből származó Marie Lopezt. Továbbra is Toulouse-ban laktak. Pályája úszóként az 1950-es években ért véget. Pedagógusként és edzőként dolgozott tovább. Többek között Jean Boiteux edzője volt, aki olimpiai bajnok lett Helsinkiben, az 1952-es olimpián.
Nakache újból sajtóhír hőse lett, amikor 1954-ben kimentett egy nőt a kocsijából, miután az beleesett a sète-i csatornába.
1961 és 1965 között a Dauphins du TOEC elnöke volt. A Réunion-szigeten is dolgozott edzőként és az úszósport űzésére szükséges keret megszervezésén.

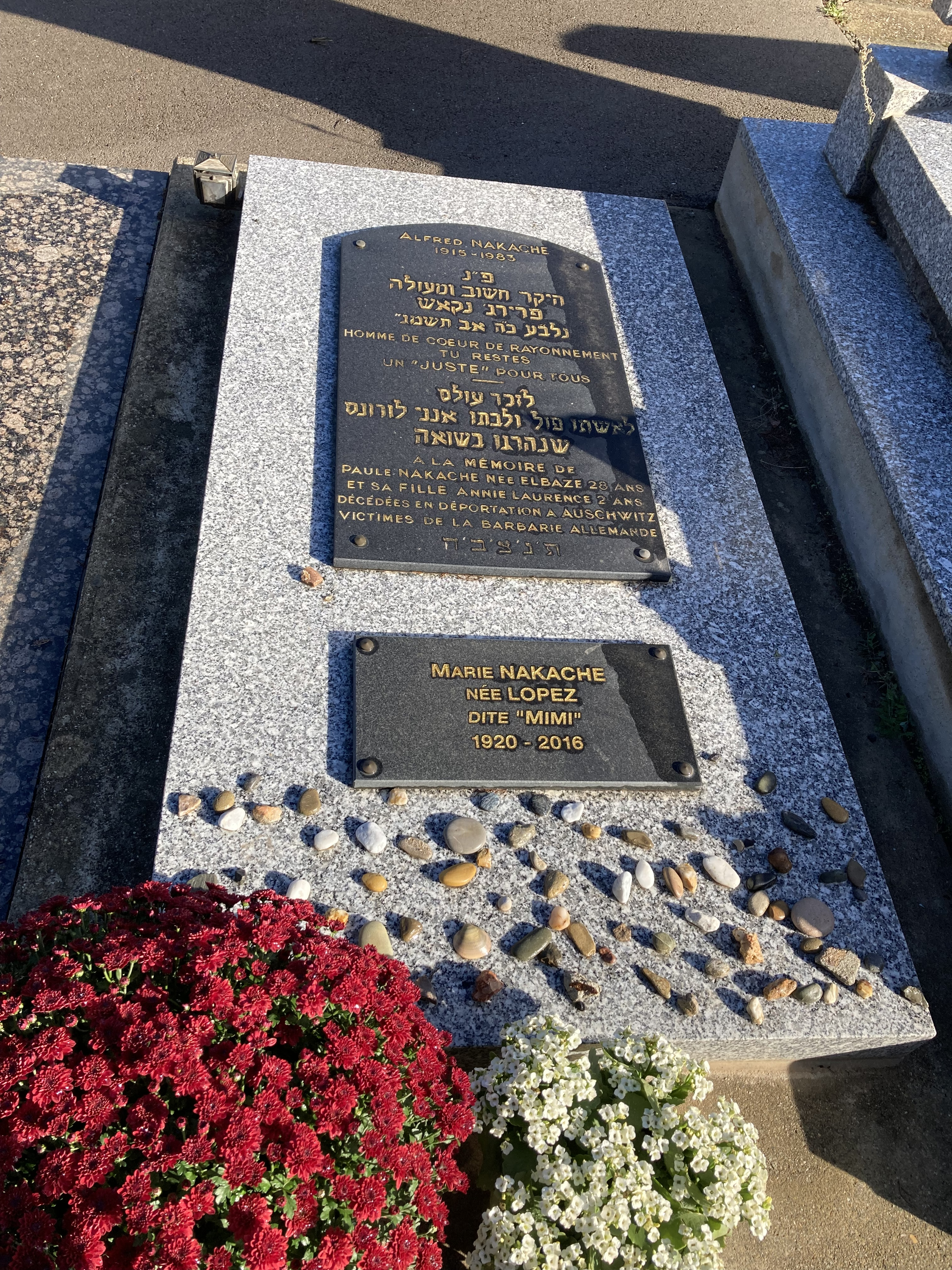
Alfred Nakache sírja.

Nyugdíjba vonulása után a házaspár Dél-Franciaországban, Cerbère-ben telepedett le. Nakache naponta egy kilométert úszott a helység kikötőjében. 1983. augusztus 4-én, 67 éves korában szívroham érte úszás közben. Fiatalok beemelték a csónakjukba és kivitték a rakpartra. Megpróbálták újraéleszteni, de nem sikerült. A sète-i Le Py temetőben nyugszik. Sírkövére fel van vésve első feleségének és kislányának a neve is.

## Teljesítményei
A Hírességek csarnoka adatai szerint Alfred Nakache teljesítményei az alábbiak:
- 1931 – Észak-Afrika bajnoka 100 m gyorsúszásban;
- 1935 – ezüstérem 100 m gyorsúszásban a Maccabi Játékokon;
- 1935-1952 – 13-szor Franciaország bajnoka, 9-szer egymás után 100 m gyorsban, 200 m gyorsban, 400 m gyorsban és 4 × 200 m gyorsváltóban;
- 1936 – negyedik hely a 4 × 200 m gyorsváltóban a berlini olimpián;
- 1938 – ezüstérem a 4 × 200 m gyorsváltóban Európa-bajnokságon;
- 1941 – világrekord 200 m mellúszásban;
- 1946 – világrekord 3 × 100 m vegyesváltóban.

## Alfred Nakache emlékezete
Nakache-t úgy sportteljesítményeiért tisztelik, mint azért az erkölcsi erőért is, amelynek köszönhetően győztesként került ki extrém megpróbáltatásaiból.
Emlékét elsősorban több olyan, az úszósport űzésére szánt létesítmény őrzi meg, amely nevét viseli. A toulouse-i medencén kívül, amely műemlék lett, vannak még ilyen létesítmények Nancyban, Montpellier-ben, a párizsi Belleville városrészben,, Béziers-ben Toulouse városa 2018-ban Nakache-ról nevezte el azt az egész vízi sport-komplexumot, amelyben az elsőként nevét viselő medence van.
1993 óta Nakache tagja a netánjai Nemzetközi Zsidó Sporthírességek Csarnokának, 2019 óta pedig a fort-lauderdale-i Hírességek csarnoka is tiszteli. 1997-ben tiszteletére az Úszó Vittel-Kupa a Nakache-Kupa nevet kapta.
Dokumentumfilmek is készültek Alfred Nakache-ról:
- 2001 – Alfred Nakache, le nageur d'Auschwitz (Alfred Nakache, az auschwitzi úszó);[33]
- 2016 – Champions de France – Alfred Nakache (Franciaország bajnokai – Alfred Nakache) (a Champions de France sorozat egyik filmje);[34]
- 2017 – Nage libre (Szabadúszás).[35]

Személyisége művészeti alkotásokat is megihletett:
- 2022 – Le nageur d'Auschwitz (Az auschwitzi úszó), Renaud Leblond regénye;[36]
- 2023 – Le Nageur (Az úszó), Pierre Assouline(wd) regényszerű életrajza;[37]
- 2024 – Papillon, animációs film.[38]